# Parocneria unicolor
Parocneria unicolor är en fjärilsart som beskrevs av Otto Staudinger 1895. Parocneria unicolor ingår i släktet Parocneria och familjen tofsspinnare. Inga underarter finns listade i Catalogue of Life.